# Spirastrella abata
Spirastrella abata är en svampdjursart som beskrevs av Tanita 1961. Spirastrella abata ingår i släktet Spirastrella och familjen Spirastrellidae.
Artens utbredningsområde är havet kring Japan. Inga underarter finns listade i Catalogue of Life.